# Teqball ai Giochi europei
Il teqball è inserito nel programma dei Giochi europei dalla terza edizione che si è svolta nel 2023.

## Edizioni
| Giochi | Anno | Sede     | Gare |
| ------ | ---- | -------- | ---- |
| III    | 2023 | Cracovia | 5    |

## Medagliere complessivo
Aggiornato alla terza edizione
| Pos.   | Paese     | Oro | Argento | Bronzo | Totale |
| ------ | --------- | --- | ------- | ------ | ------ |
| 1      | Ungheria  | 3   | 0       | 0      | 3      |
| 2      | Romania   | 2   | 1       | 0      | 3      |
| 3      | Serbia    | 0   | 2       | 0      | 2      |
| 4      | Polonia   | 0   | 1       | 3      | 4      |
| 5      | Francia   | 0   | 1       | 1      | 2      |
| 6      | Danimarca | 0   | 0       | 1      | 1      |
| Totale | Totale    | 5   | 5       | 5      | 15     |